# Norbert Schwientek
Norbert Schwientek (* 6. März 1942 in Oppeln; † 22. Juni 2011 in Kandern) war ein deutscher Schauspieler.

## Leben
Der ältere Bruder des Schauspielers Siggi Schwientek absolvierte zunächst eine Lehre als Bankkaufmann. Von 1964 bis 1967 studierte er Schauspiel an der Hochschule für Musik und Darstellende Kunst Stuttgart.
Sein erstes Engagement trat er 1967 am Theater von St. Gallen an, von 1968 bis 1970 war er am Zimmertheater Tübingen tätig. Von 1971 bis 1975 wirkte er am Theater am Neumarkt Zürich, wo man ihn zum Beispiel 1974 als Arnholm in Ibsens Die Frau vom Meer sah.
Von 1975 bis 1978 folgte ein Engagement am Stadttheater Basel. Hier übernahm er unter anderem die Titelrolle in Molières Don Juan und verkörperte den Dorfrichter Adam in Der zerbrochne Krug. Von 1978 bis 1981 arbeitete er am Theater Bremen, wo er 1979 als Kreon in Antigone und 1981 als Orgon in Tartuffe auftrat.
1983 mimte er Lopachin in Der Kirschgarten an den Münchner Kammerspielen, 1985 Theseus in Racines Phädra am Schillertheater in Berlin. Seit Mitte der 80er Jahre gehörte er dem Ensemble des Schauspielhauses Zürich an. Hier verkörperte er unter anderem Sosias in Amphitryon und den Narren in König Lear. 1988 inszenierte er August Strindbergs Fräulein Julie.
Von 1989 bis 1993 war Schwientek unter der Direktion von Frank Baumbauer am Theater von Basel in großen Rollen zu sehen, zum Beispiel 1990 als Wladimir in Warten auf Godot und 1992/93 in der Titelrolle von Ibsens Baumeister Solness (jeweils in der Regie von Werner Düggelin). 1991 wurde er für die Titelrolle in Tankred Dorsts Korbes zum Schauspieler des Jahres gewählt. 2001/02 spielte Schwientek am Theater Basel als Gast die Titelrolle in Sebastian Nüblings Inszenierung von Ibsens John Gabriel Borkman; diese Inszenierung wurde zum Berliner Theatertreffen eingeladen.
Ab 1993 war er als Gast weiterhin am Theater Basel sowie am Schauspielhaus Zürich, am Deutschen Schauspielhaus in Hamburg und am Staatstheater Stuttgart zu sehen. Ab der Spielzeit 2001/2002 war er Ensemblemitglied des Schauspiels Frankfurt. Zuletzt inszenierte Norbert Schwientek am Theater Kanton Zürich Heinrich von Kleists Der zerbrochne Krug, er spielte in dieser Inszenierung den Dorfrichter Adam.
Auch übernahm Schwientek seit Ende der 1960er Jahre Rollen bei Film und Fernsehen. So verkörperte er unter anderem den Journalisten Pisk in dem 1989 erschienenen Film Das Spinnennetz von Bernhard Wicki nach dem gleichnamigen Roman von Joseph Roth, 1993 war er als Rechtsanwalt Stüssi-Leupin in Hans W. Geißendörfers Verfilmung von Friedrich Dürrenmatts Roman Justiz zu sehen, 2001 spielte er Joseph Roth in dem Dreiteiler Die Manns – Ein Jahrhundertroman. Einen letzten Fernsehauftritt hatte er 2009 in einer Folge der Krimireihe Bella Block.
Norbert Schwientek starb am 22. Juni 2011 im Kreis seiner Familie.

## Filmografie
| - 1973: Der Tod des Flohzirkusdirektors - 1974: Tag der Affen - 1976: Der Gehülfe - 1977: San Gottardo - 1979: Schilten - 1979: Die Leidenschaftlichen - 1983: Die Roppenheimer Sau - 1986: Motten im Licht - 1989: Schneller als das Auge (Quicker Than the Eye) - 1989: Das Spinnennetz - 1992: Bellinvitu – Die schöne Einladung - 1993: Justiz - 1994: Wachtmeister Zumbühl | - 1995: Stefanies Geschenk - 1997: Das Schloß - 1999: Lilien - 2000: Orgienhaus - 2001: Die Manns – Ein Jahrhundertroman (Dreiteiler) - 2002: Big Deal - 2004: Verflixt verliebt - 2004: Der Stich des Skorpion - 2005: Mein Name ist Eugen - 2006: Vitus - 2007: Marmorera - 2007: Paparazzo - 2009: Bella Block: Vorsehung |

## Hörspiele
- 2005: Peter Stamm: Das Schweigen der Blumen – Regie: Claude Pierre Salmony (Hörspiel – Schweizer Radio DRS)